# Historisch cultuurlandschap van de wijnstreek Tokaj
Het historische cultuurlandschap van de wijnstreek Tokaj (Hongaars: Tokaji borvidék) is een wijnstreek in het noordoosten van Hongarije die in 2002 is opgenomen op de Werelderfgoedlijst van de UNESCO. In tegenstelling tot de (kleinere) werelderfgoedsite beslaat de wijnstreek zelf ook een stuk van Slovakije. De streek is bekend vanwege de Tokaji Aszú, 's werelds oudste wijn die gebruik maakt van edele rotting (sinds 1561).

## Geschiedenis
Het is niet zeker wanneer er voor het eerst wijn werd gemaakt in de streek rond Tokaj: de oudste bevestigde activiteit dateert van 1110 onder koning Kálmán, maar een versteend wijnblad uit de derde eeuw kan erop wijzen dat de Romeinen al wijn verbouwden. Een aantal experts vermoeden zelfs dat de Kelten nog daarvóór al aan wijnbouw deden in de streek.
Vanaf het begin van de 16e eeuw kende de streek onder de naam Hegyalja ("Aan de voet van de berg") een opgang als wijnstreek, die bevestigd werd door de aankomst van de Waals-Franse wijnboer Duvont. In 1703 kreeg de Tokajwijn zijn meest befaamde bevestiging toen Frans II Rákóczi, prins van Transsylvanië, de Franse koning Lodewijk XIV een aantal flessen Tokajwijn cadeau deed. Zeer opgezet met de kwaliteit van de wijnen noemde de koning Tokaj "Vinum Regum, Rex Vinorum" ("Wijn voor koningen, koning van de wijnen").
In 1737 werd Tokaj een van de eerste streken ter wereld met een wettelijk vastgelegde grens en rond diezelfde tijd bereikte Tokaj het hoogtepunt van zijn rijkdom, dankzij het succes van de wijnen in Rusland en Polen. De Poolse Deling van 1795 zorgde echter voor het begin van de neergang voor de wijnstreek.
De 19e en de 20e eeuw brachten geen beterschap voor de streek: in 1885 verwoestte de druifluis het grootste deel van de wijngaarden en in 1920 legde het verdrag van Trianon een grens tussen de wijnboeren en driekwart van de Hongaarse bevolking. Bovendien kwam een deel van de wijnstreek ook buiten Hongarije te liggen: dat stuk van 908 hectare lag vanaf 1920 in Tsjecho-Slowakije, na 1993 in Slowakije. Tijdens het communistische regime in Hongarije ging de reputatie van de Tokaj-wijnen nog verder achteruit.
Sinds de val van het Hongaarse communisme in 1990 is er weer een opgang merkbaar in de regio, dankzij een groot investeringsprogramma. Dat werd in 2002 bekroond met de opname van de wijnstreek in de Werelderfgoedlijst van de UNESCO. In 2014 erkende de Europese Unie dat ook het Slovaakse deel van de wijnstreek het recht heeft om de naam Tokaj te dragen.

## Huidige situatie
Tegenwoordig zijn er ongeveer 600 wijnproducenten in de regio, die verdeeld over 27 dorpjes 13.245 hectare aan wijngaarden bezitten. Tokaj is een van de 22 officiële wijnstreken van Hongarije en ligt aan de voet van het Zempléngebergte, aan de rivieren de Tisza en Bodrog.
De streek dankt zijn speciale wijn, en zijn Werelderfgoed-status, aan de vulkanische ondergrond en het microklimaat dat de edele rotting faciliteert. Bovendien ontstond in de streek een unieke bouwstijl, met netwerken van in de vulkanische ondergrond uitgehouwen wijnkelders. Voor de UNESCO voldoet het gebied aan twee criteria voor opname op de Werelderfgoedlijst:
- III: De wijnstreek Tokaj vertegenwoordigt een aparte wijnbouwtraditie die al minstens duizend jaar bestaat en tot op heden intact bewaard gebleven is.
- V: Het hele landschap van de wijnstreek Tokaj, inclusief wijngaarden en eeuwenoude nederzettingen, illustreert levendig de gespecialiseerde vorm van traditioneel landgebruik die de streek vertegenwoordigt.[1]

Het cultuurlandschap van de wijnstreek bestaat zowel uit de geologische omstandigheden en het microklimaat als uit de diverse bouwwerken die voortvloeien uit de wijnbouw, zoals terrassen, stenen muren, hagen en wijnkelders. Ook de historische nederzettingen zijn, ondanks vernielingen door oorlogen en branden, nog steeds authentiek genoeg om deel uit te maken van de Werelderfgoedsite.
- Virtual International Authority File: 316736140